# No Label 2
No Label 2 è un mixtape del gruppo hip hop statunitense dei Migos, pubblicato il 25 febbraio 2014 dalle etichette discografiche Quality Control Music ed Atlantic Records. Il mixtape presenta le collaborazioni di Meek Mill, Rich Homie Quan e Machine Gun Kelly, mentre la produzione è stata gestita principalmente da Zaytoven, Metro Boomin, TM88 e Da Honorable CNOTE. Il mixtape fa da seguito al mixtape del 2012 No Label ed è stato supportato da due singoli: Flight Night e Handsome and Wealthy, il primo dei quali ha raggiunto la posizione numero 69 della Billboard Hot 100.

## Tracce
Testi di Quavious Marshall, Kirshnik Ball e Kiari Cephus, eccetto dove indicato.
1. Intro No Label 2 – 4:10 (musica: DJ Plugg)
2. Copy Me – 4:40 (musica: Murda Beatz)
3. Contraband – 3:13 (musica: Zaytoven)
4. Add It Up – 4:07 (musica: Metro Boomin, Zaytoven)
5. Peek a Boo – 4:23 (musica: Metro Boomin, Zaytoven)
6. Antidote – 3:42 (musica: Murda Beatz)
7. Migo Dreams (feat. Meek Mill) – 2:45 (testo: Marshall, Ball, Cephus, Robert Rihmeek Williams – musica: Zaytoven)
8. Kidding Me – 3:31 (musica: Mack Boy)
9. M&M's – 3:49 (musica: Phenom da Don)
10. Fight Night – 3:35 (musica: Stackboy Twan)
11. Handsome and Wealthy – 3:31 (musica: Cheeze Beats)
12. Birds – 4:39 (musica: Stackboy Twan)
13. YRH (feat. Rich Homie Quan) – 3:34 (testo: Marshall, Ball, Cephus, Dequantes Devontay Lamar – musica: Metro Boomin, TM88)
14. No Fuckin With – 3:51 (musica: DJ Plugg)
15. Freak No More – 3:28 (musica: Honorable C.N.O.T.E.)
16. Hot Boy – 3:53 (musica: Breezy)
17. Body Parts (feat. Machine Gun Kelly) – 3:44 (testo: Marshall, Ball, Cephus, Colson Baker – musica: Murda Beatz)
18. Ounces – 4:18 (musica: Metro Boomin, Zaytoven)
19. Emmitt Smith – 4:39 (musica: Murda Beatz)
20. Built Like Me – 2:54 (musica: Zaytoven)
21. First 48 – 3:18 (musica: Mack Boy)
22. Payola – 3:02 (musica: Cheeze Beatz)
23. Where Were You – 4:23 (musica: Phenom da Don)
24. Just Wait on It – 4:22 (musica: Zaytoven)
25. Young Rich Niggas – 4:29 (musica: Cassius Jay)